# ITF Women's Circuit Rosario
L'ITF Women's Circuit Rosario è un torneo professionistico di tennis giocato su campi in terra rossa. Fa parte dell'ITF Women's Circuit. Si gioca annualmente a Rosario in Argentina.

## Albo d'oro

### Singolare
| Anno     | Campionessa       | Finalista         | Punteggio     |
| -------- | ----------------- | ----------------- | ------------- |
| 2011     | Jorgelina Cravero | Vanesa Furlanetto | 4–6, 6–3, 6–4 |
| 2012     | Teliana Pereira   | Mailen Auroux     | 7–5, 7–6(5)   |
| 2012 (2) | Ana Sofía Sánchez | Guadalupe Moreno  | 6–1, 6–3      |
| 2013     | Vanesa Furlanetto | Fernanda Brito    | 6–2, 6–1      |

### Doppio
| Anno     | Campionesse                         | Finaliste                             | Punteggio   |
| -------- | ----------------------------------- | ------------------------------------- | ----------- |
| 2011     | Jorgelina Cravero Betina Jozami     | Florencia di Biasi Vanesa Furlanetto  | 6–2, 7–6(4) |
| 2012     | Teliana Pereira Nicole Rottmann     | Verónica Cepede Royg Luciana Sarmenti | 6–2, 7–5    |
| 2012 (2) | Tatiana Búa Camila Silva            | Luciana Sarmenti Daniela Seguel       | 6–4, 7–6(2) |
| 2013     | Vanesa Furlanetto Carolina Zeballos | Sofia Luini Guadalupe Pérez Rojas     | 7–6(2), 6–2 |